# There You'll Be
« There You'll Be » es una canción de la cantante estadounidense Faith Hill. Escrita por Diane Warren, producida por Trevor Horn y Byron Gallimore, y orquestada por David Campbell, la canción fue lanzada el 21 de mayo de 2001 y se incluyó en la banda sonora de Pearl Harbor. Aparece también en los álbumes de grandes éxitos de Hill , There You'll Be y The Hits. "There You'll Be" trata sobre recordar a conocidos fallecidos y recordarse a uno mismo que siempre estarán con ellos. La poderosa balada se le ofreció por primera vez a Celine Dion, quien la rechazó porque no quería grabar otra balada romántica para un álbum de banda sonora.
"There You'll Be" se convirtió en el sencillo de Hill con las listas más altas en el Reino Unido e Irlanda, alcanzando los números tres y cuatro. El sencillo se convirtió en un top 10 en los Estados Unidos y varias naciones europeas. Los críticos musicales respondieron positivamente a la canción y recibió dos nominaciones al Grammy en la 44.ª edición anual de los premios Grammy, así como una nominación al Premio de la Academia en 2002. El vídeo musical que lo acompaña fue dirigido por Michael Bay, quien también dirigió Pearl Harbor. El vídeo está ambientado en el mismo período de tiempo que la película.

## Composición y letra
"There You'll Be" es una poderosa balada en clave de la bemol mayor, ambientada en tiempo común.  Country Daily describió la grabación como una canción de amor y escribió: "La canción comienza con un tono suave, pero aumenta lentamente a medida que avanza la pista. Esta melodía simula lo que la gente siente cuando pierde a alguien. Sus líneas hablan de agradecimiento a una persona fallecida que te ha demostrado que hay más en la vida. Es una canción que recuerda todas las cosas que compartió contigo. En definitiva, es un recordatorio de que incluso si ya no está con nosotros, lo sabrás. Continuarán manteniéndonos fuertes como dice la línea de la canción: I'll keep a part of you with me, And everywhere I am there you'll be ("Mantendré una parte de ti conmigo, y dondequiera que esté, tú estarás").

## Lanzamiento y transmisión al aire
Warner Bros. Records transmitió "There You'll Be" a la radio country de EE. UU. el 21 de mayo de 2001 y a la radio de éxito contemporáneo al día siguiente.   Debido al uso de la pista en Pearl Harbor, muchas estaciones de radio comenzaron a reproducir el sencillo temprano para generar anticipación por el estreno de la película. La semana antes de su lanzamiento, la canción recibió un total de 369 adiciones, convirtiéndose en la canción más agregada en la radio country, la radio de éxito contemporánea y dos formatos contemporáneos para adultos durante esa semana.  "There You'll Be" fue la segunda canción más añadida durante un solo día en la historia de la radio estadounidense, después de " We Are the World " en 1985. «News & Reviews». faithhill.com. Archivado desde el original el 1 de agosto de 2001. Consultado el 19 de octubre de 2023.</ref> Después de los ataques del 11 de septiembre, la difusión de "There You'll Be" aumentó en un 12 por ciento, lo que le permitió volver a entrar en el top 75 de la lista Billboard Hot 100.  En 2001 se publicaron un sencillo comercial de vinilo de 7 pulgadas y un sencillo en CD ; el de 7 pulgadas contiene el sencillo anterior de Hill, " Breathe ", como cara B, mientras que el CD incluye "There Will Come a Day" como cara B.  
En el Reino Unido, "There You'll Be" tuvo un incremento en su transmisión radial hacia mediados de junio de 2001, logrando el mayor ascenso en reproducciones y ocupando el segundo lugar en cantidad de anuncios radiales para la semana del 16 de junio. Dos días después, el sencillo fue lanzado físicamente como un sencillo en CD y un sencillo en casete.  En 2001 se publicó en Europa un CD de dos pistas con "There Will Come a Day", y la versión de tres pistas también se lanzó en Australia y Japón.

## Recepción de la crítica
Country Daily declaró "There You'll Be" como "una balada encantadora", destacando la "voz altísima" de Hill en la canción. Entertainment Weekly la describió como una "balada [con] orquestación que alcanza su punto máximo en los coros", afirmando que la "diva altísima" Faith Hill puede seguir los pasos de Celine Dion y Trisha Yearwood .  Mary Ann A. Bautista del Philippine Daily Inquirer escribió que "hace que las imágenes de la película " Pearl Harbor " cobren vida en tu mente mientras la escuchas".  Un crítico de Richmond Times-Dispatch destacó la canción como "vocalmente altísima" y "empapada de cuerdas". En su reseña de There You'll Be: The Best of Faith Hill, Kathy Korsmo de The Spokesman-Review dijo que Hill "es una vocalista increíble" y agregó que su versatilidad recuerda a la temprana Mariah Carey. Billboard comparó la canción con el éxito de Celine Dion de 1998, " My Heart Will Go On ". 

## Listas de éxitos

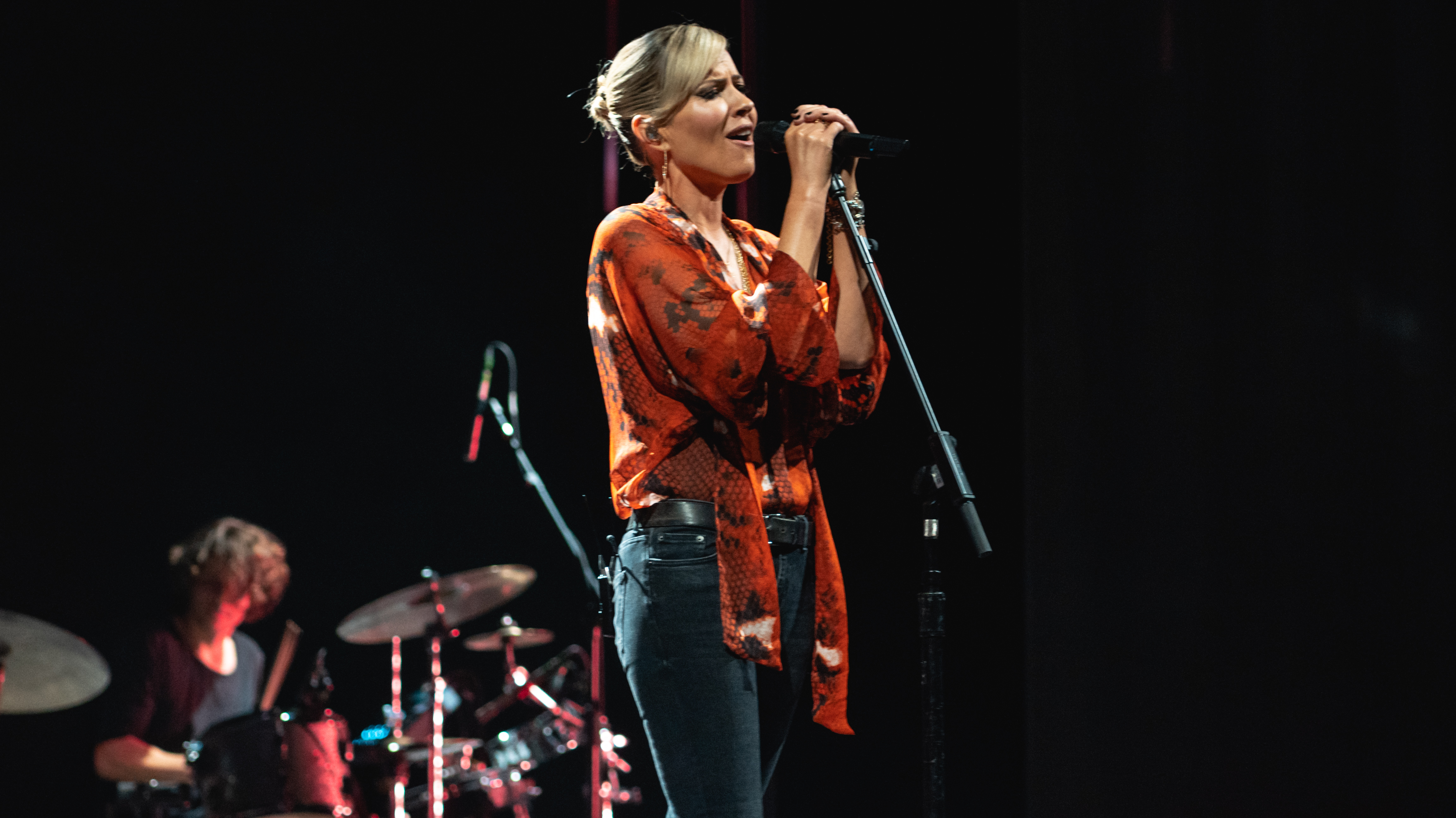
En septiembre de 2001, " Thank You " de Dido (en la foto de 2019) empató con "There You'll Be" en el número uno en la lista de adultos contemporáneos de EE. UU.

El 26 de mayo de 2001, "There You'll Be" debutó en el puesto 46 del Billboard Hot 100 de EE. UU., convirtiéndose en el debut de Hot Shot de esa semana. Luego, la canción subió en la lista y alcanzó el puesto número 10 el 30 de junio, dándole a Hill su quinto y último éxito entre los 10 primeros en Estados Unidos.  El sencillo también alcanzó el número 11 en la lista Billboard Hot Country Singles & Tracks.  En el ranking Billboard Adult Contemporary, se mantuvo en el número uno durante 11 semanas no consecutivas.  Para la edición del 1 de septiembre de 2001, "There You'll Be" empató " Thank You " de Dido en el número uno con 1.595 detecciones, la primera vez que esto sucedía desde que Billboard comenzó a utilizar Broadcast Data Systems en 1991. 
En Canadá, "There You'll Be" dominó la lista de sencillos canadienses en tres semanas no seguidas. En el continente europeo, la canción se posicionó en el primer lugar en Portugal y Suecia. Específicamente en Suecia, llegó a la cima el 2 de agosto, manteniéndose ahí por un total de cinco semanas, culminando el 2001 como la décima canción más exitosa en dicho país. Por otro lado, en Flandes, una región belga, la melodía alcanzó el segundo puesto en la semana del 25 de agosto, consolidándose como la vigésima tercera canción más vendida de ese año en esa área. En el Eurochart Hot 100, la canción alcanzó el puesto número seis.  En Australia, alcanzó el puesto 24 y pasó ocho semanas en el ARIA Singles Chart. 
"There You'll Be" es el sencillo de mayor éxito de Faith Hill en el Reino Unido, debutando y alcanzando el puesto número tres en la lista de sencillos del Reino Unido en junio de 2001 y pasando 14 semanas dentro del top 100.  El 20 de septiembre de 2008, una concursante cantó la canción para su audición en The X Factor. Su actuación renovó el interés en la interpretación original de la canción, y la canción volvió a entrar en la lista de singles del Reino Unido en el número 10 la semana siguiente.  Ganó una semana más en la lista en 2012, cuando volvió a entrar en el puesto 47.  El sencillo está certificado como platino en el Reino Unido y Suecia y como oro en Bélgica.   

## Video musical
Michael Bay dirigió el video musical de "There You'll Be". El vídeo muestra a Hill interpretando la canción intercalada con varias escenas de Pearl Harbor. El clip se estrenó en VH1 el 22 de mayo de 2001 y debutó en MTV dos días después. El canal de música country CMT agregó el video a su lista de reproducción la semana que finalizó el 20 de mayo y, la semana siguiente, fue el video número uno del canal.   Cuando se lanzó el DVD de Pearl Harbor el 4 de diciembre de 2001, se incluyó el vídeo de "There You'll Be". 

## Premios y nominaciones
En la 44.ª edición anual de los premios Grammy en 2002, "There You'll Be" fue nominada a dos premios: Mejor interpretación vocal pop femenina y Mejor canción escrita para una película, televisión u otro medio visual, perdiendo en ambas categorías. La canción también fue nominada a un Premio de la Academia a la Mejor Canción Original, pero perdió ante " If I Didn't Have You " de Randy Newman de la película de Disney / Pixar Monsters, Inc. 